# Boulevard Vincent-Delpuech
Le boulevard Vincent-Delpuech est une voie marseillaise.

## Situation et accès
Ce grand boulevard en ligne droite situé à la limite des 6e et 10e arrondissements de Marseille, relie la rue du Rouet, située dans le centre-ville, au rond-point de l’Europe-Marcel-Brion où se trouvent le début de l’autoroute A50 dont elle permet un accès direct en direction de Toulon ainsi que l’entrée sud du tunnel Prado-Carénage, accessible par l'avenue Arthur-Scott. 
Elle longe la partie nord du parc du 26e centenaire à hauteur de l’avenue Jules-Cantini.

## Origine du nom
Le boulevard est nommé en hommage à Vincent Delpuech (1888-1966), sénateur des Bouches-du-Rhône et patron de presse marseillais, depuis le 5 juin 1967. 

## Historique
La voie s'appelait auparavant « Boulevard d'Accès » car elle donnait accès à la Gare du Prado.
Le boulevard est classé dans la voirie de Marseille depuis le 9 décembre 1872.

## Bâtiments remarquables et lieux de mémoire
- Au numéro 39 se trouve la délégation marseillaise du fonds de garantie des victimes.